# Llei de Haitz

Fig.1 Llei de Haitz en forma gràfica, lumens en funció del temps

La Llei de Haitz és una observació i previsió sobre la millora continuada de prestacions dels dispositius diode emissor de llum Led. La llei enuncia que per cada dècada de temps transcorregut el cost per lumen cau per un factor de 10, i la quantitat de llum generada per Led augmenta per un factor de 20, donada una longitud d'ona de llum. Es considera la llei homòloga a la llei de Moore però per a Leds.

## Història
- La llei de Haitz deu el seu nom a Roland Haitz (1935–2015), científic que va treballar a Agilent Technologies entre d'altres empreses.[4]

- La llei va ser presentada l'any 2000.
- El 2010, Cree Inc, va presentar un Led XM-L amb 1000 lumens a 100 lm/W, 160 lm/W a 350mA i 150 lm/W a 700mA.
- El 2014, Cree Inc, va anunciar un prototipus de 303 lm/W a 350 mA/W